# Des gens sans importance
Des gens sans importance is een Franse film van Henri Verneuil die werd uitgebracht in 1956.
Het scenario is gebaseerd op de gelijknamige roman (1949) van Serge Groussard. 
Verneuil deed voor de eerste keer een beroep op Jean Gabin. Daarna werkten Verneuil en Gabin nog vier keer samen in Le Président, Un singe en hiver, Mélodie en sous-sol en Le Clan des Siciliens.

## Verhaal
Jean Viard is een vrachtwagenchauffeur van middelbare leeftijd die regelmatig van Parijs naar Bordeaux en omgekeerd rijdt. Samen met zijn norse vrouw Solange, zijn vroegrijpe dochter Jacqueline en zijn twee jonge zonen woont hij in een krap en lawaaierig appartement in Parijs. Jean heeft lange werkdagen waardoor hij meer tijd aan het stuur dan thuis doorbrengt, wat dan weer spanningen op het thuisfront veroorzaakt.
Jean wordt verliefd op Clotilde, een serveerster van het wegrestaurant La Caravane waar hij dikwijls een stop maakt. Clotilde is een jonge aanhankelijke vrouw die is vervreemd van haar familie. Ze beantwoordt Jeans gevoelens. Eenzaamheid, moedeloosheid en verveling brengen hen dichter bij elkaar. Hoewel ze elkaar slechts met tussenpozen zien voelt Jean zich eindelijk echt gelukkig.
Het lot is hen echter niet gunstig gezind. Wanneer een arrogante controleur moeilijk doet over het feit dat Jeans tachograaf erop wijst dat hij veel te veel tijd in La Caravane doorbrengt slaat Jean hem neer. Daarop wordt Jean ontslagen. Clotilde verzwijgt Jean dat ze zwanger is en ze ondergaat een illegale abortus. 

## Rolverdeling
| Acteur           | Personage                                               |
| ---------------- | ------------------------------------------------------- |
| Jean Gabin       | Jean Viar, trucker, minnaar van Clotilde                |
| Françoise Arnoul | Clotilde 'Clo' Brachet, serveerster                     |
| Pierre Mondy     | Pierrot Berty, de teamgenoot van Jean                   |
| Paul Frankeur    | Émile Barchandeau, de restauranthouder van La Caravane  |
| Yvette Étiévant  | Solange Viard, de vrouw van Jean                        |
| Dany Carrel      | Jacqueline Viard, de oudste dochter van Jean en Solange |
| Lila Kedrova     | mevrouw Vacopoulos, de eigenares                        |
| Robert Dalban    | Gilier, de ploegbaas van het bedrijf                    |
| Nana Germon      | mevrouw Cussac, de moeder van Clotilde                  |
| Héléna Manson    | Germaine Constantin, de aborteur                        |
| Max Mégy         | Philippe, de vriend van Jacqueline                      |
| Marcelle Arnold  | de conciërge van de familie Viard                       |